# Corno Medale
Il Corno Medale (o Corno di Medale, o Corna di Medale), alto 1029 m s.l.m., è un monte delle Alpi Orobie.

## Descrizione
Il Corno Medale è una cima situata nel gruppo del Coltignone, poco distante dal Monte San Martino. La sua parete rocciosa sovrasta il rione di Lecco Laorca.